# ルクンギリ県

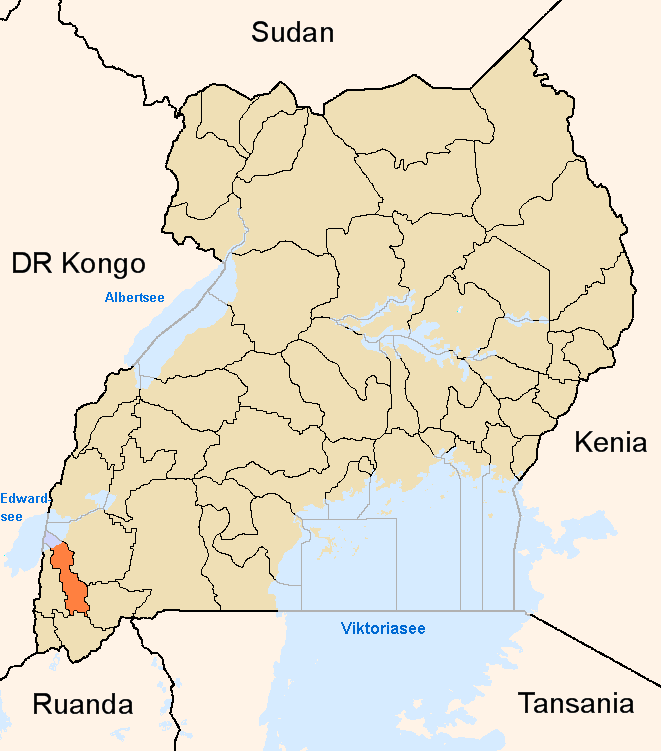
ルクンギリ県と2001年から2005年の県境

ルクンギリ県 (ルクンギリけん、Rukungiri District) はウガンダ南西部、キゲジ北東部の県。1974年に北キゲジ県として設置され、1979年にルクンギリ県に改名され、2001年7月に西部のキンキジ郡がカヌング県として分割された。面積は約2,858.9km²で、北はエドワード湖に臨み、北部がクイーン・エリザベス国立公園とキゲジ動物保護区に指定されている。中北部のルジュンブラ郡にルクンギリTCを含め7、南部のルバボ郡に4の計11副郡に77教区と825の村が置かれている。2002年の国勢調査人口は 275,162人。知事に相当する第5地域議会 (LC5) 議長は国民抵抗運動 (NRM) のゼデキア・カロコラ。元内相で野党民主変革フォーラム (FDC) の指導者キイザ・ベシジェの出身地である。

## 隣接する県
南にカバレ県、北東にアンコーレ王国のブシェニ県、南東にントゥンガモ県、エドワード湖の対岸にトロ王国（ルウェンズルル）のカセセ県、コンゴ民主共和国北キヴ州と接する。
- ルビリジ県
- ミトマ県
- ントゥンガモ県
- ルキガ県
- カヌング県
- 北キヴ州